# Panguragan Kulon
Panguragan Kulon is een bestuurslaag in het regentschap Cirebon van de provincie West-Java, Indonesië. Panguragan Kulon telt 6762 inwoners (volkstelling 2010).